# 1738
Portal Geschichte | Portal Biografien | Aktuelle Ereignisse | Jahreskalender | Tagesartikel

◄ |
17. Jahrhundert |
18. Jahrhundert
| 19. Jahrhundert | ►

◄ |
1700er |
1710er |
1720er |
1730er
| 1740er | 1750er | 1760er | ►

◄◄ |
◄ |
1734 |
1735 |
1736 |
1737 |
1738
| 1739 | 1740 | 1741 | 1742 | ► | ►►
Staatsoberhäupter  · Nekrolog   · Musikjahr
| Januar | Januar | Januar | Januar | Januar | Januar | Januar | Januar |
| Kw     | Mo     | Di     | Mi     | Do     | Fr     | Sa     | So     |
| ------ | ------ | ------ | ------ | ------ | ------ | ------ | ------ |
| 1      |        |        | 1      | 2      | 3      | 4      | 5      |
| 2      | 6      | 7      | 8      | 9      | 10     | 11     | 12     |
| 3      | 13     | 14     | 15     | 16     | 17     | 18     | 19     |
| 4      | 20     | 21     | 22     | 23     | 24     | 25     | 26     |
| 5      | 27     | 28     | 29     | 30     | 31     |        |        |

| Februar | Februar | Februar | Februar | Februar | Februar | Februar | Februar |
| Kw      | Mo      | Di      | Mi      | Do      | Fr      | Sa      | So      |
| ------- | ------- | ------- | ------- | ------- | ------- | ------- | ------- |
| 5       |         |         |         |         |         | 1       | 2       |
| 6       | 3       | 4       | 5       | 6       | 7       | 8       | 9       |
| 7       | 10      | 11      | 12      | 13      | 14      | 15      | 16      |
| 8       | 17      | 18      | 19      | 20      | 21      | 22      | 23      |
| 9       | 24      | 25      | 26      | 27      | 28      |         |         |

| März | März | März | März | März | März | März | März |
| Kw   | Mo   | Di   | Mi   | Do   | Fr   | Sa   | So   |
| ---- | ---- | ---- | ---- | ---- | ---- | ---- | ---- |
| 9    |      |      |      |      |      | 1    | 2    |
| 10   | 3    | 4    | 5    | 6    | 7    | 8    | 9    |
| 11   | 10   | 11   | 12   | 13   | 14   | 15   | 16   |
| 12   | 17   | 18   | 19   | 20   | 21   | 22   | 23   |
| 1    | 24   | 25   | 26   | 27   | 28   | 29   | 30   |
| 14   | 31   |      |      |      |      |      |      |

| April | April | April | April | April | April | April | April |
| Kw    | Mo    | Di    | Mi    | Do    | Fr    | Sa    | So    |
| ----- | ----- | ----- | ----- | ----- | ----- | ----- | ----- |
| 14    |       | 1     | 2     | 3     | 4     | 5     | 6     |
| 15    | 7     | 8     | 9     | 10    | 11    | 12    | 13    |
| 16    | 14    | 15    | 16    | 17    | 18    | 19    | 20    |
| 17    | 21    | 22    | 23    | 24    | 25    | 26    | 27    |
| 18    | 28    | 29    | 30    |       |       |       |       |

| Mai | Mai | Mai | Mai | Mai | Mai | Mai | Mai |
| Kw  | Mo  | Di  | Mi  | Do  | Fr  | Sa  | So  |
| --- | --- | --- | --- | --- | --- | --- | --- |
| 18  |     |     |     | 1   | 2   | 3   | 4   |
| 19  | 5   | 6   | 7   | 8   | 9   | 10  | 11  |
| 20  | 12  | 13  | 14  | 15  | 16  | 17  | 18  |
| 21  | 19  | 20  | 21  | 22  | 23  | 24  | 25  |
| 22  | 26  | 27  | 28  | 29  | 30  | 31  |     |

| Juni | Juni | Juni | Juni | Juni | Juni | Juni | Juni |
| Kw   | Mo   | Di   | Mi   | Do   | Fr   | Sa   | So   |
| ---- | ---- | ---- | ---- | ---- | ---- | ---- | ---- |
| 22   |      |      |      |      |      |      | 1    |
| 23   | 2    | 3    | 4    | 5    | 6    | 7    | 8    |
| 24   | 9    | 10   | 11   | 12   | 13   | 14   | 15   |
| 25   | 16   | 17   | 18   | 19   | 20   | 21   | 22   |
| 26   | 23   | 24   | 25   | 26   | 27   | 28   | 29   |
| 27   | 30   |      |      |      |      |      |      |

| Juli | Juli | Juli | Juli | Juli | Juli | Juli | Juli |
| Kw   | Mo   | Di   | Mi   | Do   | Fr   | Sa   | So   |
| ---- | ---- | ---- | ---- | ---- | ---- | ---- | ---- |
| 27   |      | 1    | 2    | 3    | 4    | 5    | 6    |
| 2    | 7    | 8    | 9    | 10   | 11   | 12   | 13   |
| 29   | 14   | 15   | 16   | 17   | 18   | 19   | 20   |
| 30   | 21   | 22   | 23   | 24   | 25   | 26   | 27   |
| 31   | 28   | 29   | 30   | 31   |      |      |      |

| August | August | August | August | August | August | August | August |
| Kw     | Mo     | Di     | Mi     | Do     | Fr     | Sa     | So     |
| ------ | ------ | ------ | ------ | ------ | ------ | ------ | ------ |
| 31     |        |        |        |        | 1      | 2      | 3      |
| 32     | 4      | 5      | 6      | 7      | 8      | 9      | 10     |
| 33     | 11     | 12     | 13     | 14     | 15     | 16     | 17     |
| 34     | 18     | 19     | 20     | 21     | 22     | 23     | 24     |
| 35     | 25     | 26     | 27     | 28     | 29     | 30     | 31     |

| September | September | September | September | September | September | September | September |
| Kw        | Mo        | Di        | Mi        | Do        | Fr        | Sa        | So        |
| --------- | --------- | --------- | --------- | --------- | --------- | --------- | --------- |
| 36        | 1         | 2         | 3         | 4         | 5         | 6         | 7         |
| 37        | 8         | 9         | 10        | 11        | 12        | 13        | 14        |
| 38        | 15        | 16        | 17        | 18        | 19        | 20        | 21        |
| 39        | 22        | 23        | 24        | 25        | 26        | 27        | 28        |
| 40        | 29        | 30        |           |           |           |           |           |

| Oktober | Oktober | Oktober | Oktober | Oktober | Oktober | Oktober | Oktober |
| Kw      | Mo      | Di      | Mi      | Do      | Fr      | Sa      | So      |
| ------- | ------- | ------- | ------- | ------- | ------- | ------- | ------- |
| 40      |         |         | 1       | 2       | 3       | 4       | 5       |
| 41      | 6       | 7       | 8       | 9       | 10      | 11      | 12      |
| 42      | 13      | 14      | 15      | 16      | 17      | 18      | 19      |
| 43      | 20      | 21      | 22      | 23      | 24      | 25      | 26      |
| 44      | 27      | 28      | 29      | 30      | 31      |         |         |

| November | November | November | November | November | November | November | November |
| Kw       | Mo       | Di       | Mi       | Do       | Fr       | Sa       | So       |
| -------- | -------- | -------- | -------- | -------- | -------- | -------- | -------- |
| 44       |          |          |          |          |          | 1        | 2        |
| 45       | 3        | 4        | 5        | 6        | 7        | 8        | 9        |
| 46       | 10       | 11       | 12       | 13       | 14       | 15       | 16       |
| 47       | 17       | 18       | 19       | 20       | 21       | 22       | 23       |
| 48       | 24       | 25       | 26       | 27       | 28       | 29       | 30       |

| Dezember | Dezember | Dezember | Dezember | Dezember | Dezember | Dezember | Dezember |
| Kw       | Mo       | Di       | Mi       | Do       | Fr       | Sa       | So       |
| -------- | -------- | -------- | -------- | -------- | -------- | -------- | -------- |
| 49       | 1        | 2        | 3        | 4        | 5        | 6        | 7        |
| 50       | 8        | 9        | 10       | 11       | 12       | 13       | 14       |
| 51       | 15       | 16       | 17       | 18       | 19       | 20       | 21       |
| 52       | 22       | 23       | 24       | 25       | 26       | 27       | 28       |
| 1        | 29       | 30       | 31       |          |          |          |          |

| Januar | Januar | Januar | Januar | Januar | Januar | Januar | Januar |
| Kw     | Mo     | Di     | Mi     | Do     | Fr     | Sa     | So     |
| ------ | ------ | ------ | ------ | ------ | ------ | ------ | ------ |
| 1      |        |        | 1      | 2      | 3      | 4      | 5      |
| 2      | 6      | 7      | 8      | 9      | 10     | 11     | 12     |
| 3      | 13     | 14     | 15     | 16     | 17     | 18     | 19     |
| 4      | 20     | 21     | 22     | 23     | 24     | 25     | 26     |
| 5      | 27     | 28     | 29     | 30     | 31     |        |        |

| Februar | Februar | Februar | Februar | Februar | Februar | Februar | Februar |
| Kw      | Mo      | Di      | Mi      | Do      | Fr      | Sa      | So      |
| ------- | ------- | ------- | ------- | ------- | ------- | ------- | ------- |
| 5       |         |         |         |         |         | 1       | 2       |
| 6       | 3       | 4       | 5       | 6       | 7       | 8       | 9       |
| 7       | 10      | 11      | 12      | 13      | 14      | 15      | 16      |
| 8       | 17      | 18      | 19      | 20      | 21      | 22      | 23      |
| 9       | 24      | 25      | 26      | 27      | 28      |         |         |

| März | März | März | März | März | März | März | März |
| Kw   | Mo   | Di   | Mi   | Do   | Fr   | Sa   | So   |
| ---- | ---- | ---- | ---- | ---- | ---- | ---- | ---- |
| 9    |      |      |      |      |      | 1    | 2    |
| 10   | 3    | 4    | 5    | 6    | 7    | 8    | 9    |
| 11   | 10   | 11   | 12   | 13   | 14   | 15   | 16   |
| 12   | 17   | 18   | 19   | 20   | 21   | 22   | 23   |
| 1    | 24   | 25   | 26   | 27   | 28   | 29   | 30   |
| 14   | 31   |      |      |      |      |      |      |

| April | April | April | April | April | April | April | April |
| Kw    | Mo    | Di    | Mi    | Do    | Fr    | Sa    | So    |
| ----- | ----- | ----- | ----- | ----- | ----- | ----- | ----- |
| 14    |       | 1     | 2     | 3     | 4     | 5     | 6     |
| 15    | 7     | 8     | 9     | 10    | 11    | 12    | 13    |
| 16    | 14    | 15    | 16    | 17    | 18    | 19    | 20    |
| 17    | 21    | 22    | 23    | 24    | 25    | 26    | 27    |
| 18    | 28    | 29    | 30    |       |       |       |       |

| Mai | Mai | Mai | Mai | Mai | Mai | Mai | Mai |
| Kw  | Mo  | Di  | Mi  | Do  | Fr  | Sa  | So  |
| --- | --- | --- | --- | --- | --- | --- | --- |
| 18  |     |     |     | 1   | 2   | 3   | 4   |
| 19  | 5   | 6   | 7   | 8   | 9   | 10  | 11  |
| 20  | 12  | 13  | 14  | 15  | 16  | 17  | 18  |
| 21  | 19  | 20  | 21  | 22  | 23  | 24  | 25  |
| 22  | 26  | 27  | 28  | 29  | 30  | 31  |     |

| Juni | Juni | Juni | Juni | Juni | Juni | Juni | Juni |
| Kw   | Mo   | Di   | Mi   | Do   | Fr   | Sa   | So   |
| ---- | ---- | ---- | ---- | ---- | ---- | ---- | ---- |
| 22   |      |      |      |      |      |      | 1    |
| 23   | 2    | 3    | 4    | 5    | 6    | 7    | 8    |
| 24   | 9    | 10   | 11   | 12   | 13   | 14   | 15   |
| 25   | 16   | 17   | 18   | 19   | 20   | 21   | 22   |
| 26   | 23   | 24   | 25   | 26   | 27   | 28   | 29   |
| 27   | 30   |      |      |      |      |      |      |

| Juli | Juli | Juli | Juli | Juli | Juli | Juli | Juli |
| Kw   | Mo   | Di   | Mi   | Do   | Fr   | Sa   | So   |
| ---- | ---- | ---- | ---- | ---- | ---- | ---- | ---- |
| 27   |      | 1    | 2    | 3    | 4    | 5    | 6    |
| 2    | 7    | 8    | 9    | 10   | 11   | 12   | 13   |
| 29   | 14   | 15   | 16   | 17   | 18   | 19   | 20   |
| 30   | 21   | 22   | 23   | 24   | 25   | 26   | 27   |
| 31   | 28   | 29   | 30   | 31   |      |      |      |

| August | August | August | August | August | August | August | August |
| Kw     | Mo     | Di     | Mi     | Do     | Fr     | Sa     | So     |
| ------ | ------ | ------ | ------ | ------ | ------ | ------ | ------ |
| 31     |        |        |        |        | 1      | 2      | 3      |
| 32     | 4      | 5      | 6      | 7      | 8      | 9      | 10     |
| 33     | 11     | 12     | 13     | 14     | 15     | 16     | 17     |
| 34     | 18     | 19     | 20     | 21     | 22     | 23     | 24     |
| 35     | 25     | 26     | 27     | 28     | 29     | 30     | 31     |

| September | September | September | September | September | September | September | September |
| Kw        | Mo        | Di        | Mi        | Do        | Fr        | Sa        | So        |
| --------- | --------- | --------- | --------- | --------- | --------- | --------- | --------- |
| 36        | 1         | 2         | 3         | 4         | 5         | 6         | 7         |
| 37        | 8         | 9         | 10        | 11        | 12        | 13        | 14        |
| 38        | 15        | 16        | 17        | 18        | 19        | 20        | 21        |
| 39        | 22        | 23        | 24        | 25        | 26        | 27        | 28        |
| 40        | 29        | 30        |           |           |           |           |           |

| Oktober | Oktober | Oktober | Oktober | Oktober | Oktober | Oktober | Oktober |
| Kw      | Mo      | Di      | Mi      | Do      | Fr      | Sa      | So      |
| ------- | ------- | ------- | ------- | ------- | ------- | ------- | ------- |
| 40      |         |         | 1       | 2       | 3       | 4       | 5       |
| 41      | 6       | 7       | 8       | 9       | 10      | 11      | 12      |
| 42      | 13      | 14      | 15      | 16      | 17      | 18      | 19      |
| 43      | 20      | 21      | 22      | 23      | 24      | 25      | 26      |
| 44      | 27      | 28      | 29      | 30      | 31      |         |         |

| November | November | November | November | November | November | November | November |
| Kw       | Mo       | Di       | Mi       | Do       | Fr       | Sa       | So       |
| -------- | -------- | -------- | -------- | -------- | -------- | -------- | -------- |
| 44       |          |          |          |          |          | 1        | 2        |
| 45       | 3        | 4        | 5        | 6        | 7        | 8        | 9        |
| 46       | 10       | 11       | 12       | 13       | 14       | 15       | 16       |
| 47       | 17       | 18       | 19       | 20       | 21       | 22       | 23       |
| 48       | 24       | 25       | 26       | 27       | 28       | 29       | 30       |

| Dezember | Dezember | Dezember | Dezember | Dezember | Dezember | Dezember | Dezember |
| Kw       | Mo       | Di       | Mi       | Do       | Fr       | Sa       | So       |
| -------- | -------- | -------- | -------- | -------- | -------- | -------- | -------- |
| 49       | 1        | 2        | 3        | 4        | 5        | 6        | 7        |
| 50       | 8        | 9        | 10       | 11       | 12       | 13       | 14       |
| 51       | 15       | 16       | 17       | 18       | 19       | 20       | 21       |
| 52       | 22       | 23       | 24       | 25       | 26       | 27       | 28       |
| 1        | 29       | 30       | 31       |          |          |          |          |

## Ereignisse

### Politik und Weltgeschehen

#### Heiliges Römisches Reich

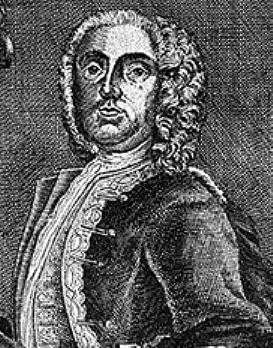
Joseph Süß Oppenheimer (Kupferstich von 1738)

- 4. Februar: Auf dem Galgenberg vor den Toren Stuttgarts erfolgt die Hinrichtung des am 9. Januar wegen Hochverrats, Majestätsbeleidigung, Beraubung der staatlichen Kassen, Amtshandel, Bestechlichkeit, „Schändung“ der protestantischen Religion und sexuellen Umgang mit „Christinnen“ zum Tode verurteilten Joseph Süß Oppenheimer, der sich als Finanzberater unter dem verstorbenen Herzog Carl Alexander von Württemberg in ständischen Kreisen unbeliebt gemacht hat. Oppenheimer wird damit eines der bekanntesten Opfer eines antisemitischen Justizmordes. Sein Leichnam bleibt auf Anweisung von Carl Rudolf, dem Vormund von Carl Alexanders minderjährigem Sohn Carl Eugen, der auch das Todesurteil unterzeichnet hat, mehrere Jahre hängen.
- 12. Mai: Markgraf Karl III. Wilhelm von Baden-Durlach, der Gründer von Karlsruhe, stirbt. Nachfolger wird sein zehnjähriger Enkel Karl Friedrich unter der Regentschaft seines Onkels Karl August. Erster Minister wird Friedrich Johann Emich von Üxküll-Gyllenband.

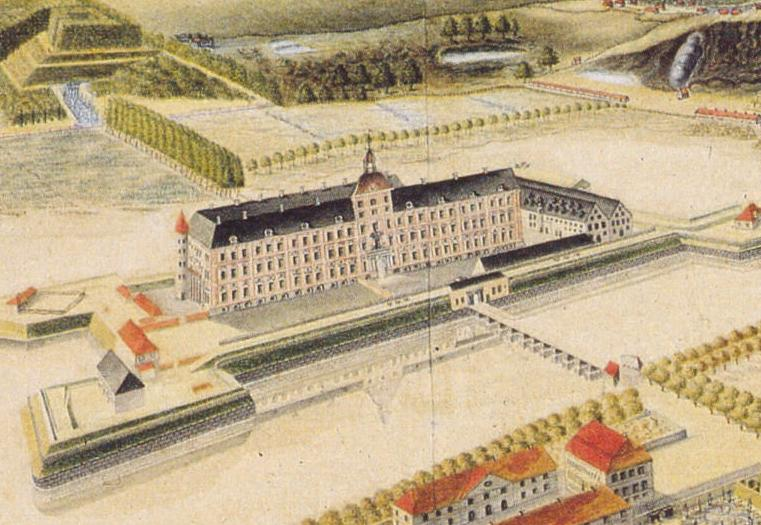
Der Verhandlungsort: Schloss Gottorp

- 27. Mai: Im Gottorper Vertrag anerkennt Dänemark die Reichsunmittelbarkeit Hamburgs, und damit die Unabhängigkeit vom dänisch regierten Herzogtum Holstein. Damit endet ein Prozess, der im Jahr 1584 begonnen hat.
- 28. Juli: Nach dem Tod Herzog Heinrichs fällt das Sekundogeniturfürstentum Sachsen-Merseburg an Kursachsen unter Friedrich August II. zurück.
- 19. August: Die 16-jährige Helena Curtens wird gemeinsam mit der dreifachen Mutter Agnes Olmans als Opfer des letzten Hexenprozesses am Niederrhein auf dem Scheiterhaufen verbrannt.

#### Korsika
Mit Hilfe niederländischer Kaufleute versucht der ehemalige korsische König Theodor von Neuhoff sein vor zwei Jahren verlorenes Königreich wiederzugewinnen, scheitert allerdings schon bei der Landung, woraufhin ihn die Niederländer bei Neapel an Land setzen. In der Zwischenzeit greift Frankreich auf Seiten Genuas in den Konflikt um Korsika ein und landet mit mehreren Schiffen auf der Insel.

#### Polnischer Thronfolgekrieg
- 18. November: Der im Vorjahr unterzeichnete Frieden von Wien wird veröffentlicht. Damit beenden Österreich und Frankreich formell den polnischen Thronfolgekrieg. August III. wird als polnischer König bestätigt und die pragmatische Sanktion von Frankreich anerkannt. Der französische Kandidat Stanislaus I. Leszczyński erhält die Herzogtümer Lothringen und Bar, die nach seinem Tod an Frankreich fallen sollen. Franz III. Stephan von Lothringen erhält als Ausgleich das Großherzogtum Toskana, das durch das Aussterben der Medici im Vorjahr frei geworden ist.

#### Russisch-Österreichischer Türkenkrieg
Im 1736 begonnenen Russisch-Österreichischen Türkenkrieg sind die Osmanen auf dem Balkan im Vormarsch, während in der Ukraine eine Patt-Situation herrscht, bei der es nur zu wenigen größeren Gefechten kommt.

#### Asien
Nadir Schah aus der Dynastie der Afschariden in Persien erobert Kandahar und besetzt Ghazni, Kabul und Lahore. Ende des Jahres überquert er den Indus und marschiert im Mogulreich ein.

#### Entdeckungsreisen

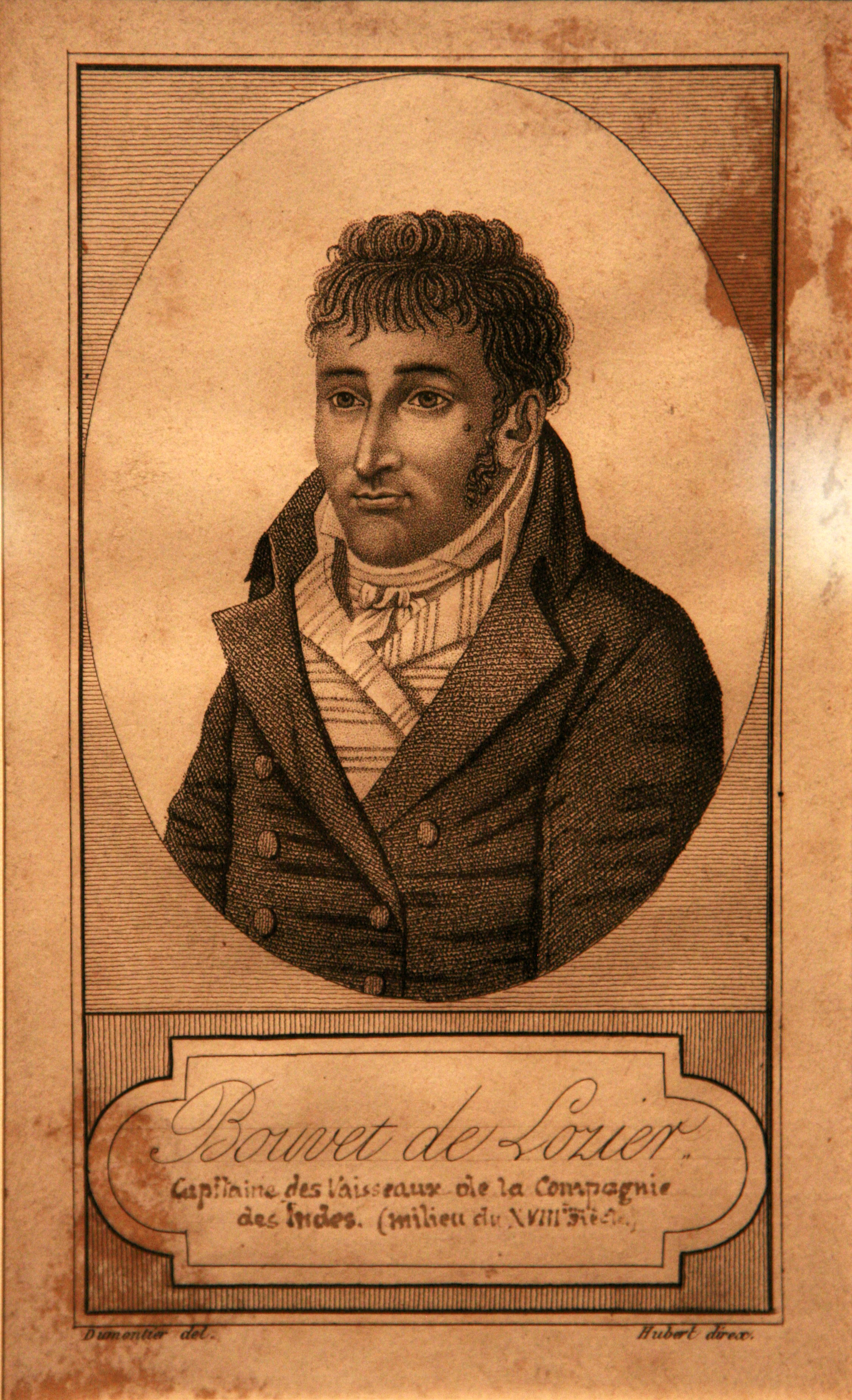
Kupferstich von Jean-Baptiste Charles Bouvet de Lozier

- 19. Juli: Der französische Seefahrer Jean-Baptiste Charles Bouvet de Lozier bricht von Lorient aus zu einer Südmeerexpedition auf. Er nimmt Kurs auf die Insel Santa Catarina vor der Küste Brasiliens, wo er im Oktober eintrifft. Er rüstete sich wieder aus und verlässt die Insel einen Monat später mit Kurs Südost. Im Dezember steht er am 45. Breitengrad, sichtet aber nach tagelangem Nebel nichts als einen Eisberg und Pinguine.

### Wirtschaft
- 2. Oktober: In Neuchâtel erscheint erstmals die französischsprachige Wochenzeitung Feuille d’Avis, herausgegeben von François-Louis Lichtenhan.
- 24. Oktober: Das Darmstädter Tagblatt erscheint erstmals.
- In Crailsheim wird die Biermanufaktur Engel gegründet.
- Der 1687 festgelegte Leipziger Fuß wird zum Reichsfuß erhoben und damit reichsweit ein einheitlicher Münzfuß eingeführt.

### Wissenschaft und Technik
- Herbst: Der spanische Archäologe Roque Joaquín de Alcubierre beginnt im Auftrag von Karl III. mit Ausgrabungen in Herculaneum.
- 11. Dezember: Bei Ausgrabungen in Herculaneum stößt man auf eine Inschrift über das Theater der antiken Stadt und weiß nun, dass weitere Funde im Lavaboden verborgen sein dürften.

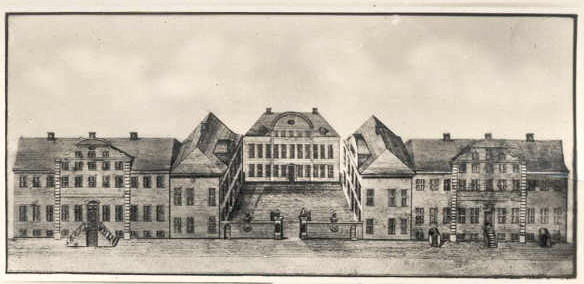
Das erste Gebäude des Christianeums, 1738; Kupferstich aus dem ältesten Katalog der Bibliothek des Christianeums

- Die 1725 gegründete Friedrichschule in Altona wird durch Reskript von König Christian VI. von Dänemark zu einem Gymnasium Academicum aufgewertet.
- Die Deutsche Gesellschaft zu Göttingen, eine Sprachgesellschaft der Aufklärung, wird im Rahmen der im Vorjahr eröffneten Georg-August-Universität Göttingen gegründet.
- Lorenz Christoph Mizler gründet gemeinsam mit Giacomo de Lucchesini und Georg Heinrich Bümler die Correspondierende Societät der musicalischen Wissenschaften, die erste musikwissenschaftliche Gesellschaft Deutschlands. Die von Mizler 1736 gegründete Musikalische Bibliothek dient als Veröffentlichungsorgan der Sozietät. Mit der Sozietät wird eine Kommunikationsstruktur zwischen den bedeutenden Komponisten Johann Sebastian Bach, Carl Heinrich Graun, Georg Friedrich Händel, Georg Philipp Telemann und Gottfried Heinrich Stölzel mit den Musiktheoretikern Lorenz Christoph Mizler, Christoph Gottlieb Schröter, Georg Andreas Sorge und Meinrad Spieß geschaffen.

### Kultur

#### Musik und Theater

##### London

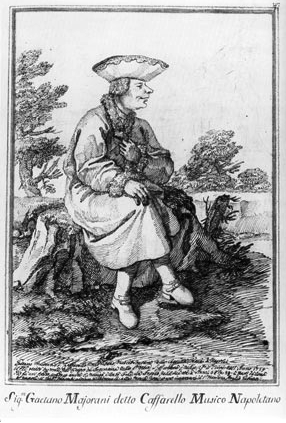
Caffarelli

- 3. Januar: Der berühmte Kastrat Caffarelli, der einer Einladung von Georg Friedrich Händel gefolgt ist, singt bei der Uraufführung von dessen Oper Faramondo nach einer literarischen Vorlage von Apostolo Zeno am Kings’ Theatre die Titelrolle. Trotz wohlwollender Kritiken bringt es das Stück nur auf sieben Aufführungen und wird dann abgesetzt.
- 25. Februar: Die Opera seria Alessandro Severo von Georg Friedrich Händel hat am Londoner Kings’ Theatre ihre Uraufführung. Die Titelrolle wird wiederum von Caffarelli gesungen. Das Stück floppt und kommt bis zum 30. Mai nur auf sechs Aufführungen und wird danach nicht mehr aufgeführt. Einzig das von Händel für sich selbst organisierte und von seinen Freunden und Sängern dringend gewünschte vokale und instrumentale Benefizkonzert am 28. März ist mit nahezu 1300 Besuchern so überlaufen, dass man Sitz- bzw. Bankreihen auf der Bühne platzieren muss, und Händel deshalb reichliche Einnahmen zur Schuldendeckung erhält.
- 15. April: Die Oper Serse von Georg Friedrich Händel, HWV 40, nach dem Stück Il Xerse von Nicolò Minato hat am Londoner Kings’ Theatre ihre Uraufführung. Auch dieses Stück wird schon nach fünf Aufführungen abgesetzt und danach fast 200 Jahre nicht mehr gespielt. Da Caffarelli Händels Musik nicht zusagt, und dieser ebenso wenig von der Interpretation durch den Sänger überzeugt ist, wird die Zusammenarbeit am Ende der Spielzeit wieder beendet.

##### Wien

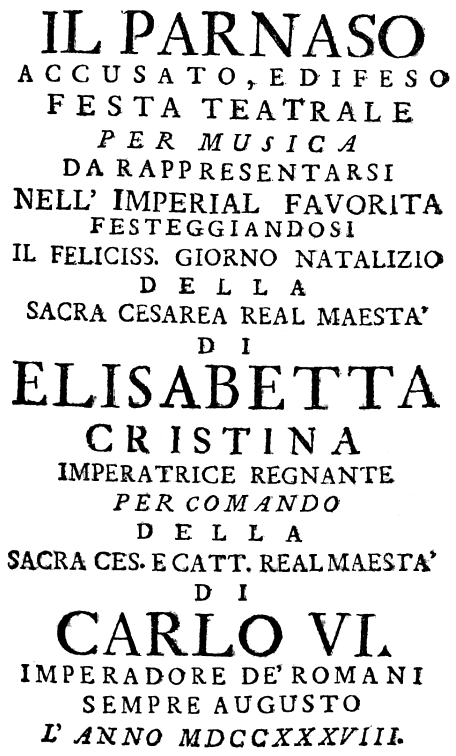
Titelblatt des Librettos

- 28. August: Il Parnaso accusato e difeso, ein Libretto zu einem Componimento drammatico in einem Akt von Pietro Metastasio wird in der Vertonung von Georg Reutter zur Geburtstagsfeier der Kaiserin Elisabeth Christine von Braunschweig-Wolfenbüttel in der Galerie der kaiserlichen Favorita in Wien uraufgeführt.
- 15. Oktober: La pace fra la virtù e la bellezza, ein Libretto zu einer Azione teatrale in einem Akt von Pietro Metastasio wird in der ersten Vertonung von Luca Antonio Predieri zum Namenstag der Erzherzogin Maria Theresia im großen Vorzimmer der kaiserlichen Residenz in Wien uraufgeführt.

### Gesellschaft
- Ostermontag: Der Traditionelle Remlinger Eierlauf findet zum ersten Mal statt.
- Der im Dienste der Niederländischen Ostindien-Kompanie in Bengalen stehende Kaufmann Jan Albert Sichterman nimmt ein junges Nashorn bei sich auf, dessen Mutter von einem Jäger getötet worden ist.

### Religion

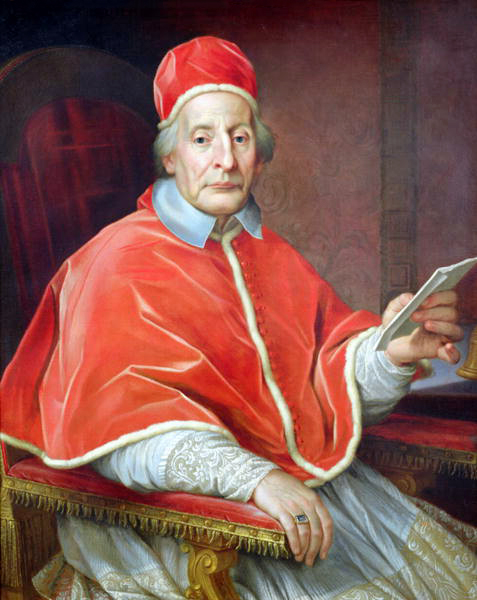
Papst Clemens XII.
Maler: Agostino Masucci

- 28. April: In der päpstlichen Bulle In eminenti apostolatus specula rechnet Clemens XII. mit der Freimaurerei ab und spricht ein Verbot aus. Die Entwicklung dieser vermeintlichen „Geheimbünde“ müsse unterbunden werden, um die katholische Welt vor den damit verbundenen Risiken oder gar ihrer Zerstörung zu bewahren. Anstoß nimmt Clemens unter anderem an der religiösen Toleranz der „Sekte“.

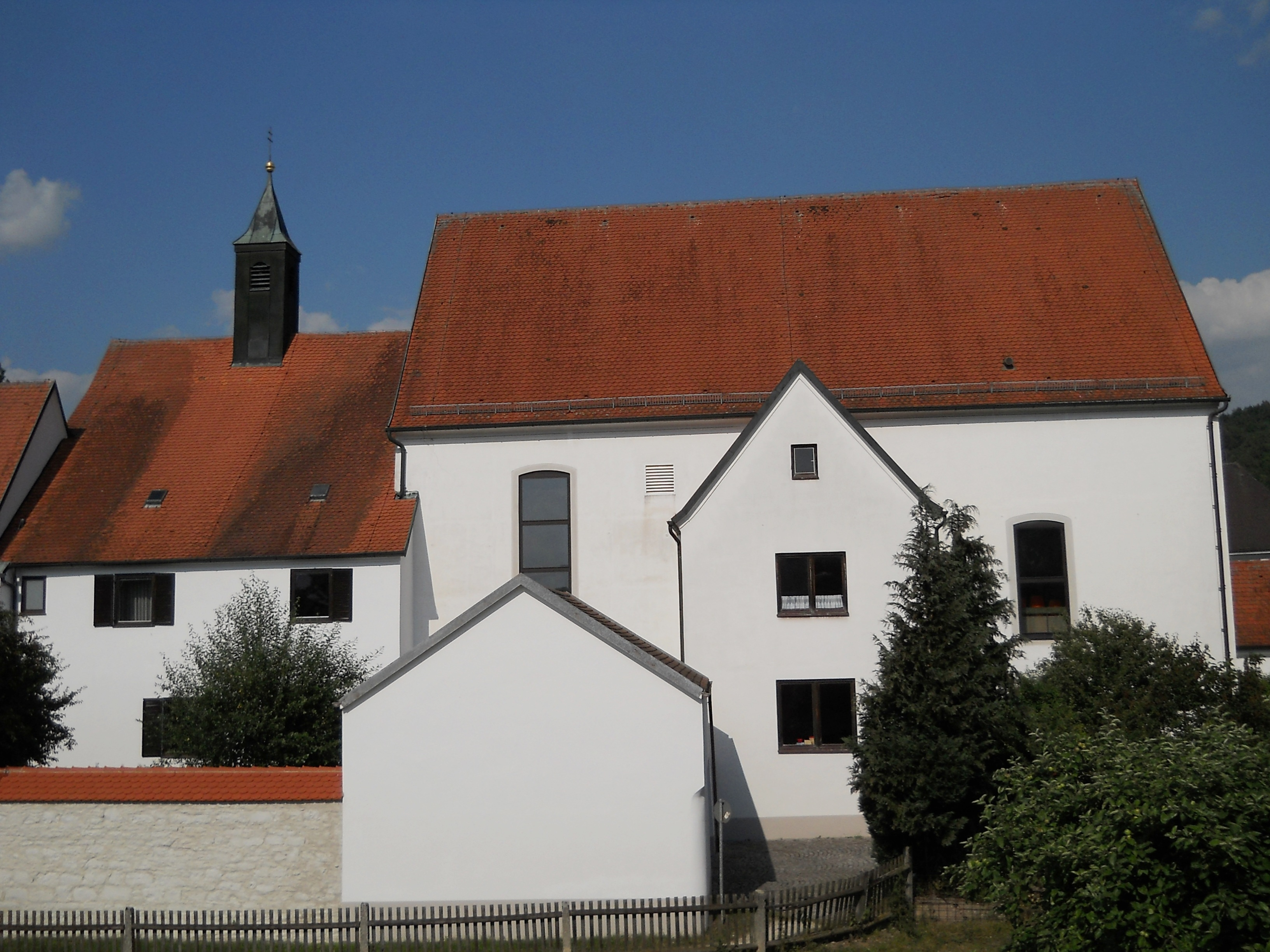
Klosterkirche St. Trinitas

- Die Kapuziner überlassen das Hospitium Berching den Franziskanern, die es in das Kloster Berching umwandeln.

### Katastrophen
Das niederländische Sklavenschiff Leuden strandet in einem Sturm an der Küste von Suriname. Die Besatzung schließt die Luken und rettet sich; die 702 unter Deck eingeschlossenen Sklaven ertrinken.

## Geboren

### Januar bis April
- 04. Januar: Susanne Bohl, deutsche Dichterin († 1806)
- 24. Januar: Jean-Nicolas Houchard, französischer Général de division († 1793)
- 27. Januar: Robert Yates, US-amerikanischer Jurist und Politiker († 1801)
- 04. Februar: Joachim Wilhelm von Brawe, deutscher Dramatiker († 1758)
- 17. Februar: Philipp von Gemmingen, fürstlich nassau-usingenscher Regierungsrat und sachsen-gothaischer Legationsrat beim Reichskammergericht in Wetzlar († 1800)
- 07. März: Silas Condict, US-amerikanischer Politiker († 1801)
- 14. März: Fryderyk Józef Moszyński, polnisch-litauischer Adeliger und Staatsmann († 1817)
- 15. März: Cesare Beccaria, italienischer Rechtsphilosoph und Strafrechtsreformer († 1794)
- 19. März: José Gabriel Condorcanqui (Túpac Amaru II.), Führer des antispanischen Aufstandes von 1780 im Vizekönigreich Peru († 1781)

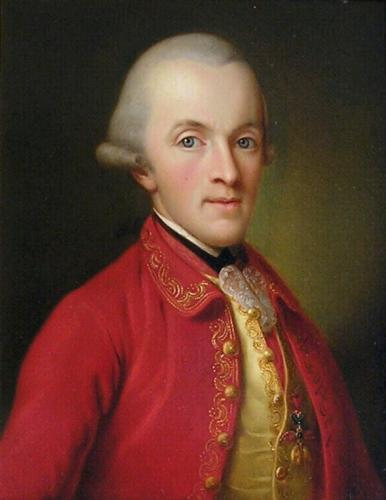
Anton I. Esterházy

- 11. April: Anton I. Esterházy de Galantha, ungarischer Magnat († 1794)
- 11. April: Hermann Erich Winkler, deutscher evangelischer Geistlicher († 1793)
- 14. April: William Henry Cavendish-Bentinck, 3. Duke of Portland, britischer Politiker und Premierminister († 1809)
- vor dem 17. April: Philip Hayes, englischer Komponist, Organist, Sänger und Dirigent († 1797)
- 22. April: Anna Elisabeth Luise von Brandenburg-Schwedt, Prinzessin von Preußen († 1820)
- 23. April: Friedrich August, Herzog von Nassau († 1816)
- 30. April: Maria Wilhelmina von Auersperg, Hofdame Maria Theresias und angebliche Mätresse von Kaiser Franz I. Stephan von Habsburg-Lothringen († 1775)

### Mai bis August
- 05. Mai: Adolf Friedrich IV., Herzog von Mecklenburg-Strelitz († 1794)
- 06. Mai: John Sloss Hobart, US-amerikanischer Jurist und Politiker († 1805)
- 06. Mai: Charles-Daniel de Meuron, Schweizer Offizier († 1806)
- 11. Mai: Johann Melchior Birkenstock, österreichischer Politiker, kaiserlicher Hofrat und Schulreformer († 1809)
- 12. Mai: Friedrich Konrad Lange, deutsch-dänischer evangelischer Geistlicher und Pädagoge († 1791)
- 13. Mai: Ernst Gottfried Baldinger, deutscher Mediziner († 1804)
- 13. Mai: Johann Wilhelm Franz von Krohne, deutscher Abenteurer und Autor († 1787)
- 27. Mai: Bonaventura Furlanetto, italienischer Komponist († 1817)
- 27. Mai: Nathaniel Gorham, US-amerikanischer Politiker, Unterzeichner der Verfassung der Vereinigten Staaten († 1796)
- 27. Mai: Moritz August von Thümmel, deutscher Schriftsteller († 1817)
- 28. Mai: Tristram Dalton, US-amerikanischer Politiker, Senator von Massachusetts († 1817)
- 28. Mai: Joseph-Ignace Guillotin, französischer Arzt und Politiker († 1814)
- 31. Mai: Johann Timotheus Hermes, deutscher evangelischer Theologe, Dichter und Romanschriftsteller († 1821)

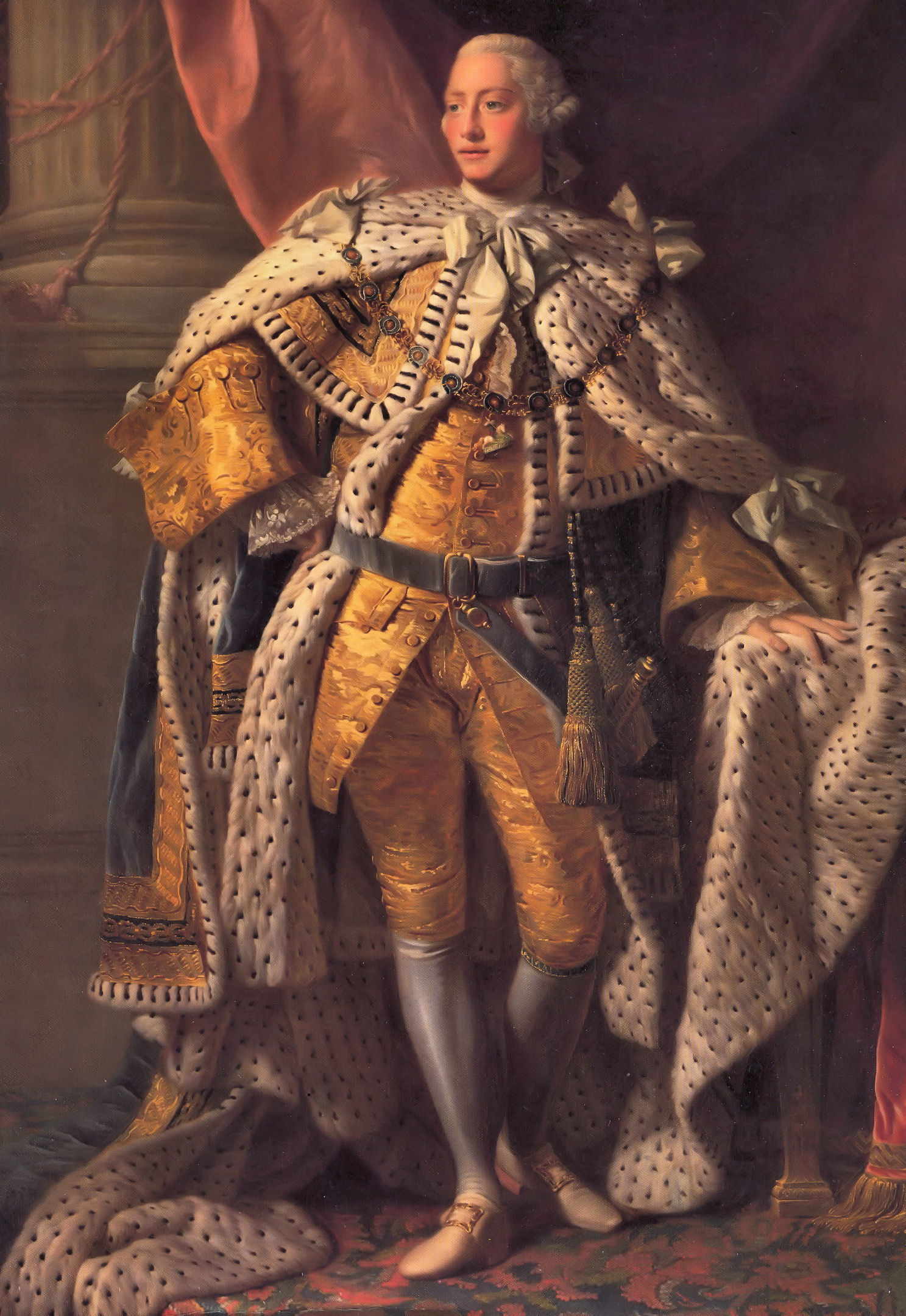
Georg III., 1762

- 04. Juni: Georg III., König von Großbritannien und Irland sowie Kurfürst von Braunschweig-Lüneburg und König von Hannover († 1820)
- 08. Juli: César-Guillaume de La Luzerne, französischer Geistlicher († 1821)
- 11. Juli: Albert Kasimir von Sachsen-Teschen, Herzog von Teschen und Kunstmäzen († 1822)
- 12. Juli: Anselm Feldhorn, österreichischer Benediktiner-Abt († 1798)
- 20. Juli: Giuseppe Angeluni, griechisch-katholischer Erzbischof der Erzeparchie Durrës († 1816)
- 21. Juli: Rudolph Friedrich Schultze, deutscher evangelischer Theologe († 1791)
- 01. August: Jacques François Dugommier, französischer General († 1794)
- 01. August: Gustaf von Engeström, schwedischer Bergbauingenieur, Mineraloge und Chemiker († 1813)
- 03. August: Friedrich Gottlieb Barth, deutscher Pädagoge und Sprachwissenschaftler († 1794)
- 05. August: Adeodatus Babik, erster Generalabt der Mechitaristen in Wien († 1825)
- 06. August: Hayashi Shihei, japanischer Samurai und Gelehrter († 1793)
- 09. August: Anna Schulthess, Schweizer Bürgerstochter, Ehefrau von Johann Heinrich Pestalozzi († 1815)
- 14. August: Leopold Hofmann, österreichischer Komponist († 1793)
- 15. August: Joachim Christoph Bracke, deutscher evangelisch-lutherischer Geistlicher († 1801)
- 18. August: August Wilhelm von Gemmingen, Kammerherr des württembergischen Herzogs, Ritter des Karlsordens und Ritterrat des Ritterkantons Kraichgau († 1795)
- 18. August: Johann Hinrich Gossler, deutscher Kaufmann und Bankier († 1790)

### September bis Dezember
- 03. September: Heinrich Franz von Rottenhan, deutscher Verwaltungsjurist, Präsident der Obersten Justizstelle und Hofkommissar für Gesetzgebung in Böhmen und Österreich († 1809)
- 12. September: Jonathan Hunt, US-amerikanischer Pionier, Landbesitzer und Politiker aus Massachusetts, Vizegouverneur von Vermont († 1823)
- 20. September: Joachim Nettelbeck, deutscher Seefahrer und Schriftsteller († 1824)
- 22. September: Johann Ludwig Ernst Morgenstern, deutscher Gemälde-Restaurator, Radierer und Maler († 1819)
- 29. September: Pierre-Frédéric Larguier des Bancels, französisch-schweizerischer Kaufmann, Sklavenhändler und Plantagenbesitzer († 1811)
- 03. Oktober: Jacques Gamelin, französischer Maler, Zeichner, Kupferstecher und Radierer († 1803)
- 04. Oktober: Charlotte-Jeanne Béraud de la Haye de Riou, Marquise de Montesson, französische Adlige und Schriftstellerin († 1806)
- 06. Oktober: Maria Anna von Österreich, Äbtissin in dem von Erzherzogin Maria Theresia in Prag gegründeten Damenstift († 1789)
- 06. Oktober: Charles-Joseph Mathon de La Cour, französischer Ökonom, Autor und Philanthrop († 1793)
- 10. Oktober: Benjamin West, anglo-amerikanischer Maler († 1820)
- 11. Oktober: Josep de Boltas, Bischof von Urgell und Cofürst von Andorra († 1795)
- 11. Oktober: Arthur Phillip, britischer Marineoffizier Gouverneur von New South Wales († 1814)
- 15. Oktober: Wenzel Joseph von Colloredo, österreichischer Feldmarschall († 1822)
- 18. Oktober: Andrei Timofejewitsch Bolotow, russischer Agrarwissenschaftler († 1833)
- 21. Oktober: Georg Marcus Stein, deutscher Orgelbauer († 1794)
- 24. Oktober: Georg Martin von Lubomirski, polnischer General († 1811)
- 27. Oktober: Hugo Damian Erwein von Schönborn-Wiesentheid, deutscher Graf († 1817)
- 29. Oktober: Philipp Friedrich Welker, deutscher Beamter († 1792)
- Oktober: Ignatie Darabant, Bischof von Oradea Mare (Großwardein) der rumänischen griechisch-katholischen Kirche († 1805)
- 01. November: Johann Samuel Petri, deutscher Komponist, Pädagoge, Kantor und Autor († 1808)

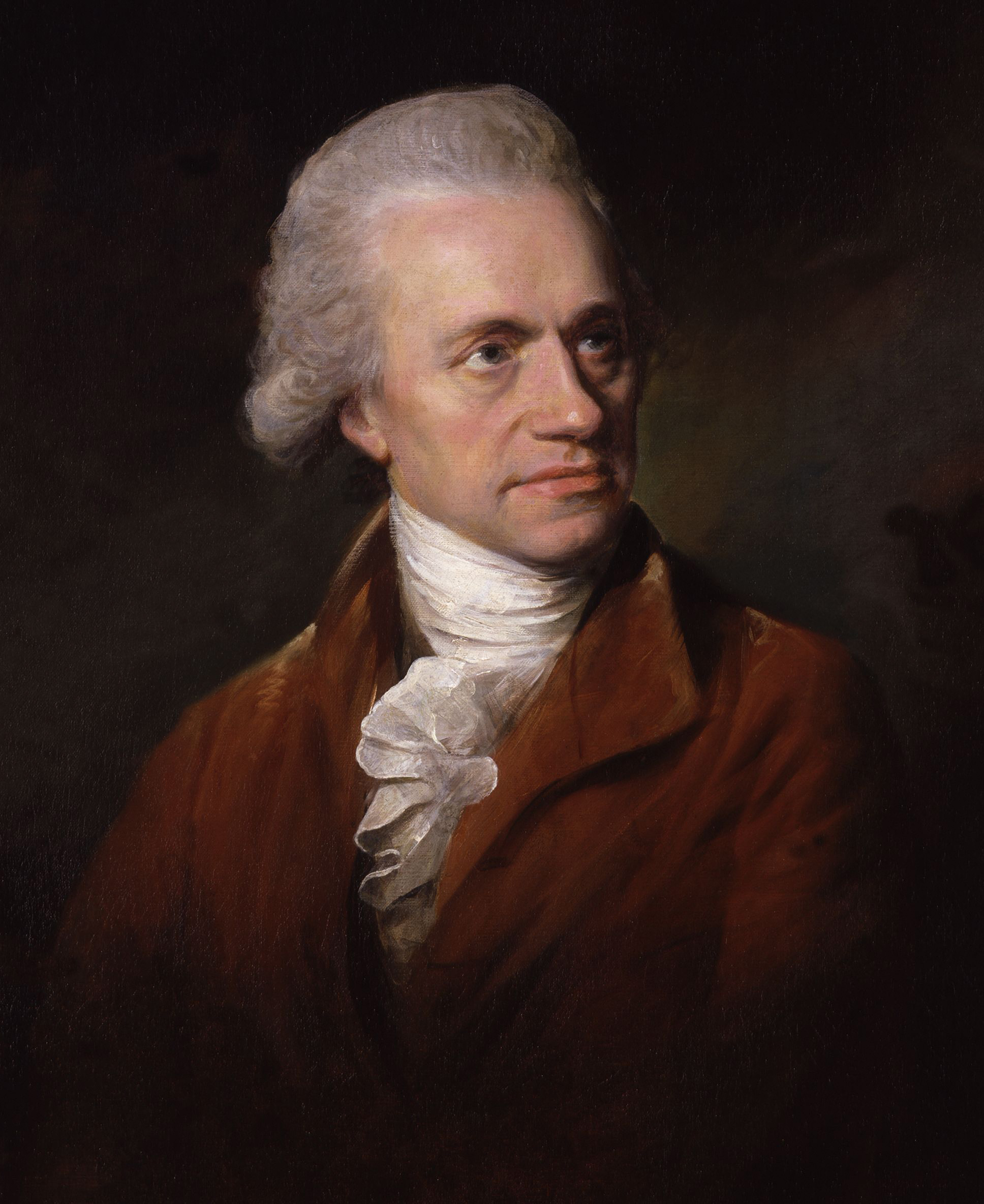
Wilhelm Herschel, 1785

- 15. November: Wilhelm Herschel, deutsch-britischer Astronom, Musiker und Komponist († 1822)
- 17. November: Alexander Wilhelm von Arnim, preußischer Generalleutnant († 1809)
- 22. November: Johann Wilhelm Wolfgang Breithaupt, deutscher evangelischer Theologe und Lieddichter († 1818)
- 25. November: Thomas Abbt, deutscher Schriftsteller und Philosoph († 1766)
- 28. November: Eberhard Christian Bacmeister, preußischer Jurist und Beamter († 1781)
- 02. Dezember: Richard Montgomery, amerikanischer General im Amerikanischen Unabhängigkeitskrieg († 1775)
- 08. Dezember: Isaac Motte, US-amerikanischer Politiker († 1795)
- 13. Dezember: Sebastian Carl Christoph Reinhardt, deutscher Landschaftsmaler († 1827)
- 14. Dezember: Jan Mikołaj Chodkiewicz, polnisch-litauischer Aristokrat ruthenischer Herkunft († 1781)
- 14. Dezember: Jan Antonín Koželuh, böhmischer Komponist († 1814)
- 20. Dezember: Clodion, französischer Bildhauer († 1814)
- 26. Dezember: Thomas Nelson, Gouverneur des Commonwealth of Virginia († 1789)
- 31. Dezember: Charles Cornwallis, 1. Marquess Cornwallis, britischer General und Generalgouverneur von Indien († 1805)

### Genaues Geburtsdatum unbekannt
- Johann Samuel Adler, preußischer Beamter († 1799)
- Jean Thérèse de Beaumont d’Autichamp, französischer General († 1831)
- Ernst Wolfgang Behrisch, deutscher Hofmeister und Jugendfreund Goethes († 1809)
- Therese Bodenburg, österreichische Schauspielerin († 1793)
- Salomo Dubno, hebräischer Dichter und Aufklärer aus Galizien († 1813)
- Karl Franz, deutscher Musiker polnischer Herkunft († 1802)
- Christian Gottfried Findeisen, deutscher Philologe und Philosoph († 1796)
- Antônio Francisco Lisboa, brasilianischer Baumeister und Bildhauer († 1814)
- Jehu Davis, US-amerikanischer Politiker, Präsident von Delaware († 1802)
- Krikor Bedros V. Kupelian, armenisch-katholischer Patriarch von Kilikien († 1812)
- Lobsang Pelden Yeshe, sechster Penchen Lama der Gelug-Tradition des tibetischen Buddhismus († 1780)
- Charlotte Mercier, französische Malerin († 1762)
- Mirza-ye Qomi, zwölferschiitischer Rechtsgelehrter († 1815 oder 1816)
- Juan Rodríguez Ballesteros, spanischer Richter und Kolonialbeamter, Gouverneur von Chile († 1818)
- Takatsukasa Sukehira, japanischer Adeliger († 1813)
- Christian Zwilling, deutscher evangelischer Theologe († 1800)

### Geboren um 1738
- 1737/38: Sophie Friederike Hensel, sächsische Schauspielerin und Librettistin († 1789)

## Gestorben

### Erstes Halbjahr
- 06. Januar: Jean-Baptiste Labat, französischer Missionar, Plantagenbesitzer und Reiseschriftsteller (* 1663)
- 06. Januar: Franz Xaver Murschhauser, deutscher Musiker und Komponist (* 1663)
- 15. Januar: Anna Maria Benz, württembergische Kunstmalerin (* 1694)
- 29. Januar: Johann Georg Fux, deutscher Orgelbauer (* 1651)
- 31. Januar: Ehrgott Bernhard Bendl, deutscher Bildhauer und Stuckateur (* 1660)
- 04. Februar: Joseph Süß Oppenheimer, württembergischer Hoffaktor und Finanzrat und Opfer eines antisemitischen Justizmordes (* 1698)
- 16. Februar: Matthias Bernhard Braun, böhmischer Bildhauer (* 1684)
- 16. Februar: Carel de Moor, niederländischer Maler (* 1655)
- 16. März: George Bähr, deutscher Baumeister (* 1666)
- 25. März: Turlough O’Carolan, irischer Komponist und Harfenspieler (* 1670)
- 02. April: Jodokus Bernhard von Aufseß, deutscher Kanoniker (* 1671)
- 18. April: Johann Reinhard Rus, deutscher orientalischer Philologe, Gräzist und evangelischer Theologe (* 1679)
- 27. April: Johann Friedrich Künnecke, mecklenburgischer Baumeister
- 03. Mai: Johann Heinrich Burckhard, deutscher Arzt, Botaniker und Numismatiker (* 1676)
- 06. Mai: Antoine-Gaston de Roquelaure, Herzog von Roquelaure und Pair von Frankreich (* 1656)
- 07. Mai: Heinrich Gottlieb Herbst, deutscher Orgelbauer (* 1689)
- 12. Mai: Karl III. Wilhelm, Markgraf von Baden-Durlach, Gründer von Karlsruhe (* 1679)
- 20. Mai: André Brue, Generaldirektor der französischen Senegalkompanie (* 1654)
- 25. Mai: Burkhard Gotthelf Struve, thüringischer Polyhistor und Bibliothekar (* 1671)
- 02. Juni: James Fitz-James Stuart, 2. Duke of Berwick, jakobitischer und spanischer Adliger (* 1696)
- 03. Juni: José de Torres, spanischer Organist, Komponist, Musiktheoretiker und Verleger (* 1670)
- 04. Juni: Naum Akimowitsch Senjawin, Vizeadmiral der Kaiserlich Russischen Marine (* um 1680)
- 07. Juni: Antoine Crozat, marquis du Châtel, französischer Steuereinnehmer, Finanzmann, Unternehmer und Grundbesitzer, Gründer der Kolonie Louisiana (* um 1655)
- 21. Juni: Charles Townshend, 2. Viscount Townshend, britischer Politiker und Secretary of State (* 1674)
- 28. Juni: Maximiliane Hiserle von Chodau, Geliebte des sächsischen Kurfürsten August des Starken und des Prinzen Alexander Benedikt Sobieski (* um 1676/77)

### Zweites Halbjahr
- 19. Juli: Charles Bridgeman, britischer Gartenarchitekt (* 1690)
- 20. Juli: Gustav Georg Zeltner, deutscher evangelischer Theologe (* 1672)
- 22. Juli: Wolfgang Hannibal von Schrattenbach, Fürstbischof von Olmütz, Vizekönig von Neapel sowie Kardinal (* 1660)
- 28. Juli: Heinrich, Herzog von Sachsen-Merseburg (* 1661)
- 02. August: Uejima Onitsura, japanischer Dichter (* 1661)
- 06. August: Anton II. von Aldenburg, deutscher Reichsgraf (* 1681)
- 19. August: Helena Curtens, Opfer des letzten Hexenprozesses am Niederrhein (* 1722)
- 19. August: Paul Zeiller, österreichischer Maler (* 1655)
- 29. August: Charlotte von Hessen-Homburg, Herzogin von Sachsen-Weimar (* 1672)
- 23. September: Herman Boerhaave, niederländischer Mediziner, Chemiker und Botaniker (* 1668)
- 24. September: Carlo Agostino Badia, italienischer Komponist (* 1672)
- 01. Oktober: Christian Detlev von Reventlow, dänischer General und königlicher Präsident in der Stadt Altona (* 1671)
- 04. Oktober: Johann Conrad Wegmann, deutsch-schweizerischer Orgelbauer (* 1699)
- 11. Oktober: Andreas von Fürstenberg, deutsch-baltischer Offizier, Landrat von Schwedisch-Vorpommern und Kurator der Universität Greifswald (* 1663)
- 02. November: Matthias Zink, deutscher Maler (* 1665)
- 04. November: Johann Jacob Syrbius, deutscher Philosoph und lutherischer Theologe (* 1674)
- 12. November: Theodor Andreas Potocki, Bischof von Kulm und Ermland, Erzbischof von Gnesen und Primas von Polen-Litauen (* 1664)
- 24. November: Jean-Baptiste Régis, französischer Jesuit und Missionar, Kartograph (* 1663/64)
- 02. Dezember: Carlo Antonio Tavella, italienischer Maler (* 1668)
- 08. Dezember: Domenico d’Angeli, italienischer Architekt und Baumeister (* 1672)
- 09. Dezember: Ferdinand Maria Innozenz von Bayern, bayerischer Prinz und kaiserlicher Generalfeldmarschall (* 1699)
- 11. Dezember: Johann Rudolf Byss, Schweizer Maler (* 1660)
- 15. Dezember: Pedro de Arrieta, neuspanischer Baumeister
- 18. Dezember: Johann Gottfried von Cocceji, deutscher Verwaltungsjurist (* 1673)
- 20. Dezember: Christian Vitzthum von Eckstädt, polnischer und kursächsischer Oberst (* 1681)

### Genaues Todesdatum unbekannt
- Georg Andreas Agricola, deutscher Arzt und Botaniker (* 1672)
- Wolf Dietrich von Gemmingen, fürstbischöflich-eichstättischer Geheimer Rat und Pfleger (* 1680)
- Johann Ulrich Giezendanner, Schweizer Goldschmied und Pietist (* 1686)
- Hama Higa, Kampfkunstexperte im japanischen Königreich Ryūkyū (* 1663)
- Pedro de Melo, portugiesischer Militär und Gouverneur von Portugiesisch-Timor
- Francisco de Sánchez de la Barreda, spanischer Jurist und Gouverneur von Chile (* vor 1711)
- Soi Sisamut, erster König des laotischen Königreichs Champasak (* 1693)
- Paul Zopf, österreichischer Hofnarr, Aufständischer, Winkeladvokat und Landfriedensbrecher